# بطولة العالم للألعاب المائية 2023 - 800 متر سباحة حرة للرجال
800 متر سباحة حرة للرجال هي إحدى منافسات السباحة في بطولة العالم للألعاب المائية 2023، ودارت فعالياتها في يومي 25 و 26 يوليو 2023 في مدينة فوكوكا اليابانية.